# Мухаммад III Богра-хан
Мухаммад III Богра-хан (д/н — 1180) — 10-й каган Східнокараханідського ханства у 1156—1180 роках. Відомий також як Мухаммад Богра-хан II.

## Життєпис
Походив з гасанідської гілки династії Караханідів. Син Ібрагіма II Богра-хана, кагана Східнокараханідського ханства. Посів трон 1156 року. Отримав від гурхана Єлу Їлі титул ілек-туркмен (очільник тюрок). 1158 року допоміг приборкати нове повстання в Західнокараханідському ханстві. Втім зазнав поразки у битві біля Зеравшана від хорезмшаха Іл-Арслана.
1171 року брав участь у війні проти Хорезму. 1175 року долучився до військової кампанії проти найманів. З 1177 року поступово обрав політику здобуття самостійності, користуючись послаблення Каракитайського ханства з 1179 року. Помер 1180 року. Йому спадкував син Юсуф Тамгач-хан.